# Okondo
Okondo (baskiska: Okendo) är en kommun i Spanien. Den ligger i Álavaprovinsen i södra delen av den autonoma regionen Baskien i norra delen av landet, 300 km norr om huvudstaden Madrid. Antalet invånare är 1 194 (2024).  Arean är 29,85 kvadratkilometer. Okondo gränsar till Güeñes, Arrankudiaga, Gordexola, Aiara / Ayala och Laudio.